# Gravitační konstanta
Gravitační konstanta (též Newtonova gravitační konstanta) je v Newtonově gravitačním zákoně konstanta úměrnosti mezi gravitační silou a součinem hmotností interagujících těles děleným kvadrátem jejich vzdálenosti. Je to jedna ze tří základních fyzikálních konstant (viz Planckova konstanta a rychlost světla), které určují volbu našich jednotek vůči jednotkám Planckovým.

## Značení a hodnota
- Symbol konstanty: G (dříve také ϰ)
- Aktuální CODATA 2022 hodnota získaná z experimentů a její standardní nejistota měření:[1]
G = (6,674 30 ± 0,000 15)×10−11 m3·kg−1·s−2

## Měření gravitační konstanty
Poprvé gravitační konstantu změřil Nevil Maskelyne roku 1774 pomocí závaží přitahovaného horou známé hmotnosti. Šlo ovšem o několikaměsíční namáhavé měření. První praktické měření gravitační konstanty provedl Henry Cavendish v roce 1798. Jeho aparatura se skládala ze dvou olověných kuliček o hmotnosti 730 g, umístěných na vodorovném rameni, zavěšeném na tenkém vlákně. Na rameni, které s vláknem fungovalo jako torzní váhy, bylo umístěno zrcátko. Paprsek světla, odražený od zrcátka, indikoval výchylku, která byla měřena pomocí dalekohledu. Ke kuličkám byla střídavě z jedné a druhé strany přibližována dvojice větších olověných koulí o hmotnostech 158 kg, umístěná na nezávislém otočném rameni.
V roce 1896 použili Richarz a Krigar-Menzel dvojici kilogramových závaží, zavěšených na různě dlouhých vláknech na rovnoramenných vahách. K tělesům byl umístěn velký olověný blok tak, aby jedno těleso bylo nad a druhé pod ním.
Jednodušší metodu měření navrhl fyzik P. Jolly. Na velmi citlivých rovnoramenných vahách vyvážil kouli o hmotnosti m. Pod ni pak umístil masivní kouli o hmotnosti M, jejíž střed byl ve vzdálenosti r od menší koule. Působením gravitační síly mezi oběma koulemi se ručička vah vychýlí. Rovnováha je pak obnovena přidáním závaží o hmotnosti Z na misku vah. Mezi oběma koulemi působí gravitační síla {\displaystyle F_{\rm {g}}=G{mM \over r^{2}}\,}. r je vzdálenost mezi středy koulí. Mezi Zemí a závažím Z pak tíhová síla {\displaystyle F_{\rm {G}}=Zg}, kde {\displaystyle g} je tíhové zrychlení. Mají-li být váhy v rovnováze, musí platit rovnost {\displaystyle F_{\rm {g}}=F_{\rm {G}}}, tedy {\displaystyle G{mM \over r^{2}}=Zg}, a odtud {\displaystyle G={Zgr^{2} \over mM}}. Jolly použil koule o hmotnostech M=6 tun, m=10 kg, jejich vzdálenost r=60 cm a závaží Z=1,1 mg. po dosazení mu tedy vyšla relativně přesná hodnota G=6,472×10−11 N·m2·kg−2.
Počátkem 20. století byla gravitační konstanta změřena jako (6,67 ± 0,01) · 10−11.